# Stockholmstraat (Oostende)

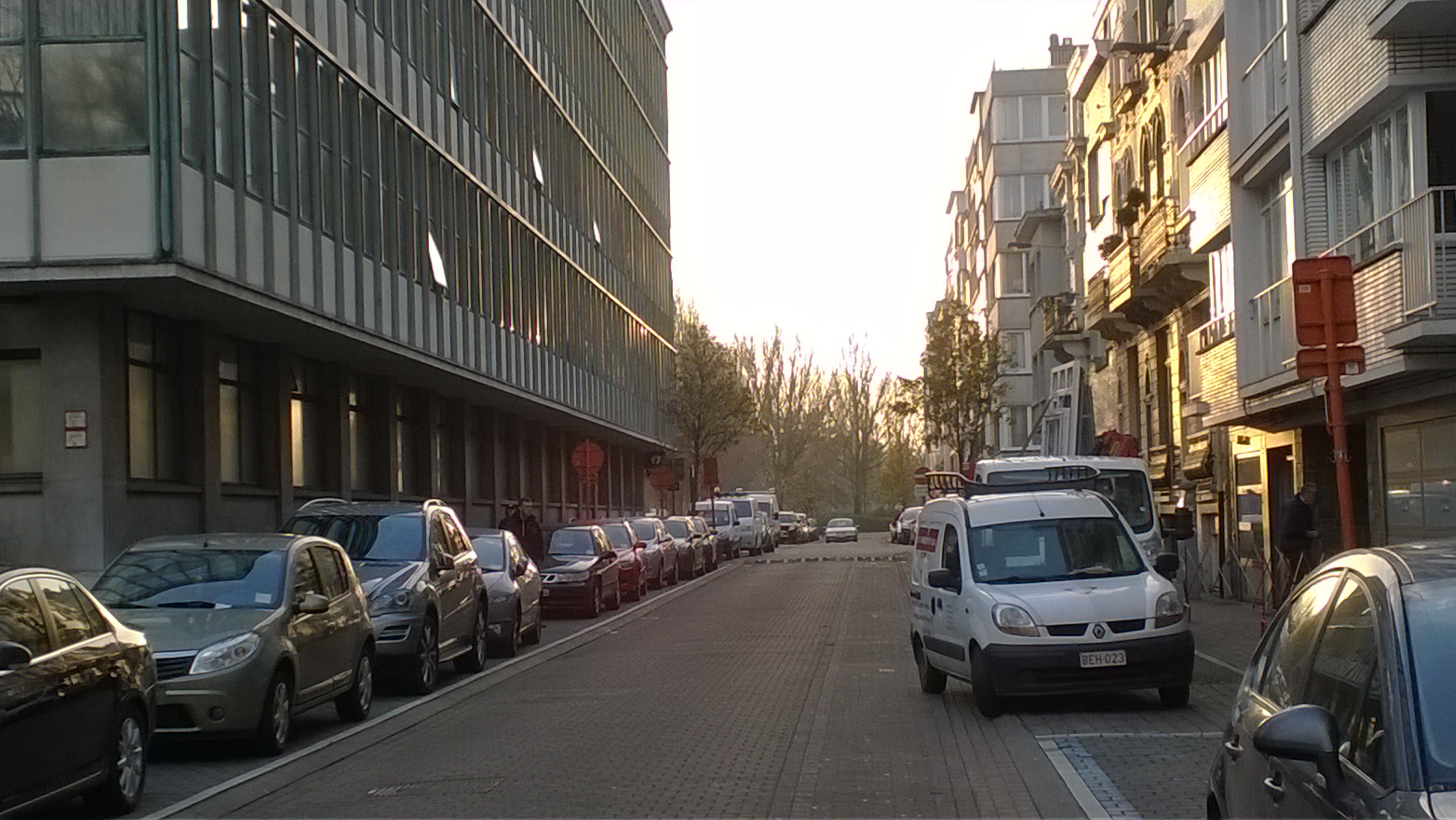
De Stockholmstraat te Oostende met links de achterzijde van het stadhuis

De Stockholmstraat is een circa 225 m lange rechtlijnige straat in Oostende die vertrekt aan het kruispunt Alfons Pieterslaan / Vindictivelaan / Kanunnik Dr. Louis Colensstraat en op het einde, na een scherpe bocht, overgaat in de Spoorwegstraat.
Oorspronkelijk vertrok de Stockholmstraat aan het Leopoldpark maar mettertijd werd dit korte gedeelte van de straat omgedoopt tot Kanunnik Dr. Louis Colensstraat.
Het is naast de Amsterdamstraat, Kaïrostraat en Romestraat een van de vier straten in deze wijk die genoemd is naar een hoofdstad.
De straat werd aangelegd in de eerste fase van de Westelijke uitbreiding van de stad (circa 1870) nadat de vesten hun functie verloren. Het is in hoofdzaak een woonstraat met appartementen van maximum zeven verdiepingen maar de straat telt ook nog enkele eclectische herenhuizen.
Enkel de Westelijke kant van de straat is bewoond. De Oostkant wordt ingenomen door de achterzijde en de parking van het stadhuis van Oostende. In het stadhuis bevindt zich ook het Wijkbureau Centrum van de Politiezone van Oostende.